# Zanna chopardi
Zanna chopardi är en insektsart som beskrevs av Victor Lallemand 1942. Zanna chopardi ingår i släktet Zanna och familjen lyktstritar. Inga underarter finns listade i Catalogue of Life.